# Suimanga de Prigogine
El suimanga de Prigogine (Cinnyris prigoginei) és un ocell de la família dels nectarínids (Nectariniidae).

## Hàbitat i distribució
Habita els boscos de les muntanyes de tot l'est de la República Democràtica del Congo, oest d'Uganda, oest de Malawi i nord-est de Zàmbia.